# 부천 초등학생 토막 살인 사건
부천 초등학생 토막 살인 사건(富川初等學校토막殺人事件)은 34세 최경원, 한 모 부부가 2012년 11월 8일에 대한민국의 경기도 부천시에서 초등학생 아들을 살인한 사건이다. 사건 발생 3년 1개월 만인 2015년 12월에 범인을 밝혀낸 다음, 긴급체포되어 세상에 알려졌다.

## 진행
경찰 수사 결과 2012년 11월 7일 아버지 최경원은 당시 초등학생이었던 아들 최모군을 심하게 폭행한 뒤, 아내 한 모와 치킨을 시켜먹고 소주를 먹고 잠이 들었으며, 다음날 아침 아들이 의자에 앉아 의식이 없어진 채 발견했다. 하지만 아들은 이미 숨진 뒤였고, 숨진 것을 뒤늦게 안 부부는 경찰에 신고할 생각도 하지 않고 오히려 시신을 절단하여 3년동안 냉동 보관하였고, 남은 시신을 쓰레기통과 변기에 나눠서 버린것으로 알려졌다.

## 수사 결과
수사 결과 최경원의 상습적인 학대로 드러났지만, 이미 아무런 범죄를 눈치채지 못하였고, 초등학교 1학년생이던 아들이 2개월만에 학교를 그만둔 뒤, 폭행후에도 병원에 가지 못한 점이 확인되었다고 밝혔다. 또한, 사체 발견 장소에서 현금 300만원과 의류, 속옷 등이 다량으로 발견되었고 살인죄를 적용하게 되었다.
결국, 최경원은 법원으로부터 영장을 발부받아 구속되었으며, 현재 법의 심판을 기다리고 있다. 그리고 법원은 최경원 부부에게 친권 정지를 하였고 처벌 준비하고 있다.

## 사건 이후
그는 아무렇지도 않게 최군을 살해하여 주민들의 분노를 샀다. 해당 사건의 여파로 정부를 비롯한 각계사회단체가 긴급사회장관회의를 열어 아동학대에 관한 매뉴얼 개발 등 대책을 논의하고 있다. 한편 인천지방법원 부천지원은 1심에서 아버지 최경원에게 징역 30년을 어머니 한 모에게 징역 20년을 선고하였다.

## 같이 보기
- 부천 초등학생 피살 사건
- 울산 울주군 여아 학대 사망사건
- 울산 입양아동 학대 사망사건
- 원영이 사건